# ميخائيل ستيفنز
ميخائيل ستيفنز (1 نوفمبر 1967 - ) (بالإنجليزية: Michael Stephens)‏ هو لاعب كريكت نيوزلندي.